# خلیج یانا
خلیج یانا (انگلیسی: Yana Bay) یک خلیج در جمهوری یاقوتستان کشور روسیه است.